# Friday Night Lights (J. Cole)
Friday Night Lights è il terzo mixtape del rapper statunitense J. Cole, pubblicato il 12 novembre 2010 dall'etichetta discografica Dreamville.
Il mixtape presenta le collaborazioni di Wale, Omen e Drake. 
È presente anche Lookin for Trouble, traccia di Kanye West che vede la collaborazione dello stesso J. Cole insieme a Pusha T, CyHi Da Prynce e Big Sean.

## Tracce
1. Friday Night Lights (Intro) – 1:45
2. Too Deep for the Intro – 3:45
3. Before I'm Gone – 4:24
4. Back to the Topic (Freestyle) – 3:00
5. You Got It (feat. Wale) – 4:47
6. Villematic – 3:13
7. Enchanted (feat. Omen) – 4:11
8. Blow Up – 5:00
9. Higher – 3:49
10. In the Morning (feat. Drake) – 3:54
11. 2Face – 4:46
12. The Autograph – 3:43
13. Best Friend – 3:25
14. Cost Me a Lot – 3:18
15. Premeditated Murder – 3:54
16. Home for the Holidays – 3:55
17. Love Me Not – 3:31
18. See World – 4:14
19. Farewell – 3:32
20. Looking for Trouble (bonus track) (by Kanye West feat. Pusha T, J. Cole, Big Sean, CyHi Da Prynce & Big Sean) – 5:35